# إمارة أبو ظبي
إمارة أبوظبي، هي إحدى الإمارات السبع المكونة دولة الإمارات العربية المتحدة السبع، عاصمتها هي مدينة أبو ظبي وهي أيضًا عاصمة دولة الإمارات. إمارة أبوظبي هي أكبر الإمارات من حيث المساحة وعدد السكان، وتعادل مساحتها حوالي 87% من إجمالي مساحة الدولة وتقع في الجزء الجنوبي الغربي من الإمارات. تجاوز عدد سكانها 2.45 مليون نسمة في منتصف عام 2013م ووصل في العام 2023 إلى 3.8 مليون نسمة. حاكمها الشيخ محمد بن زايد آل نهيان. تتكون الإمارة من ثلاث مناطق وهي منطقة العاصمة مقر الحاكم والمنطقة الشرقية والمنطقة الغربية. يوجد في الإمارة عدد من المدن الأخرى أبرزها مدينة العين وأيضا العديد من الجزر.
تقع الإمارة على الحدود مع المملكة العربية السعودية وسلطنة عمان والخليج العربي، وتضم 200 جزيرة ويبلغ طول شريطها الساحلي 700 كيلومتراً
يرجع تاريخ الإمارة الحديث إلى قبيلة بني ياس التي استوطنت الجزيرة في نهاية القرن الثامن عشر. تعتبر أبوظبي مقراً للعديد من الأندية الرياضية مثل الوحدة والجزيرة كما تمتلك أبوظبي مطاراً دولياً هو مطار زايد الدولي.

## التسمية
أبوظبي: سميت بذلك لأنها كانت موطن الظباء، وقالوا أيضاً بأن صياداً اصطاد ظبياً في تلك الجزيرة بعد عناء، ولما أمسكه كان متعباً من العطش فذهب يبحث عن بئر، فلما وجده كان البئر قد جف فمات الصياد والظبي واكتشفت جثتاهما فيما بعد قرب البئر فسموا البئر (أبوظبي) واسمها القديم (أم النار) ولا تزال إحدى القرى فيها تحمل هذا الاسم أم النار.

## تاريخ

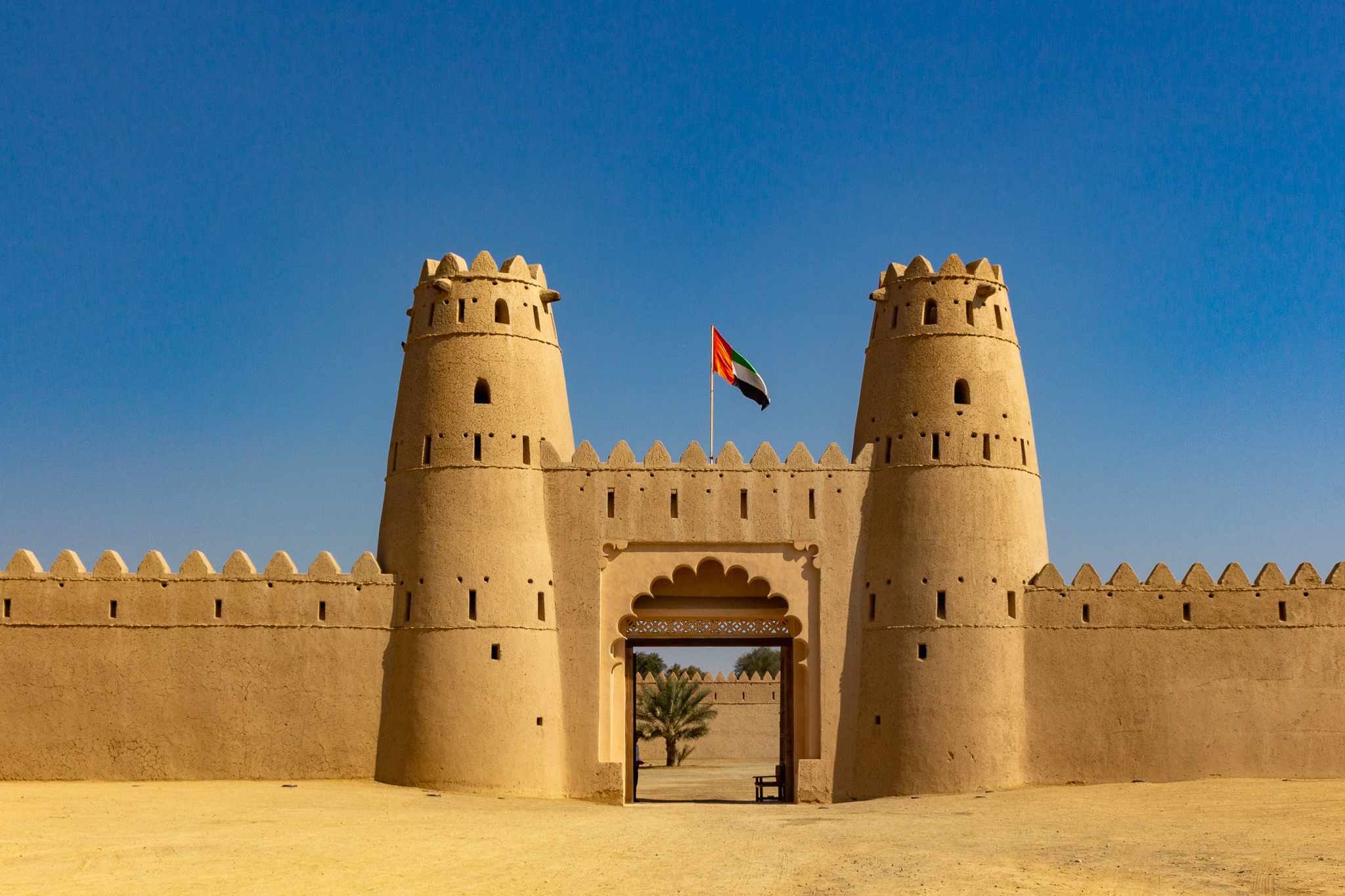
قلعة الجاهلي في العين بإمارة أبو ظبي

تم استيطان المناطق والتي تُعرف حاليا بإمارة أبوظبي منذ فترات ما قبل التاريخ، من خلال المسح الأثري في الإمارة تم العثور على آثار تعود إلى ما يقارب 7000 آلاف سنة أي إلى العصر الحجري وتم العثور عليها على جزيرة مروح وتعد أقدم الآثار التي تم العثور عليها في الإمارة. وتم أيضا العثور على آثار على جزر أخرى مثل جزيرة دلما تعود إلى هذه الفترة والتي تشير إلى أن ساحل أبوظبي كان مركزاً حضاريا هاما. أما العصر البرونزي فيُعد عصرا مهما وتم تقسيمها على ثلاث فترات مختلفة، فترة حفيت ثم حضارة أم النار وبعدها حضارة وادي سوق. ومن المعروف أن هذه الحضارات كانت تتاجر مع المناطق المجاورة مثل وادي الرافدين (العراق حاليا) وحضارة وادي السند.
أما تاريخ الإمارة الحديث فيبدأ بعد أن قام بنو ياس باستيطان منطقة الظفرة في أوائل القرن السابع عشر. وقد سيطرت قبائل بني ياس على المناطق الممتدة من سبخة مطي في الشمال إلى الربع الخالي في الجنوب. وقرب منتصف القرن الثامن عشر امتدت أقاليم بني ياس إلى الشرق وصولا إلى حدود عمان، كما ضمت المناطق ما بين السلع والبريمي، وكانت واحة ليوا الجزء الوحيد الذي ضم مستوطنات دائمة في منطقة الظفرة. وفي عام 1761 تم اكتشاف الماء على جزيرة أبوظبي، المعروفة ب«مليح» آنذاك، وبدأ بعض أفراد بني ياس بالإقامة فيها لصيد السمك وممارسة الغوص. ازدهرت المستوطنة لتصبح أول مستوطنة ساحلية لبني ياس، واتخذ الشيخ شخبوط بن ذياب بن آل نهيان في عام 1795 من جزيرة أبوظبي مقراً دائما له. في عام 1853 تمت الموافقة على معاهدة السلم الدائم وذلك لإعادة السلام البحري والتخلص من النزاعات القبلية مقابل اتفاق بعدم التدخل في الشؤون الداخلية لمختلف الإمارات. وتم أيضاً في عام 1269 هـ الموافق 1853 م عقد اتفاقية البريمي بين الأمير عبد الله بن فيصل آل سعود والسيد هلال بن سعيد البوسعيدي. وفي عام 1892 أصبحت أبوظبي تخضع للحماية البريطانية كباقي الإمارات في المنطقة لتصبح جزءاً من ساحل عمان المتصالح.
تم اكتشاف النفط في أبوظبي لأول مرة في عام 1958 وتم تصدير أول شحنة في عام 1962 وذلك من حقل أم شيف، وكانت أبوظبي أول الإمارات التي تصدر النفط. وكانت مرحلة نوعية حيث أن اقتصاد المنطقة كان يعتمد على الغوص على اللؤلؤ قبل النفط. وفي عام 1966 أصبح الشيخ زايد بن سلطان آل نهيان وبدأ بتطوير الإمارة وازدادت سرعة النمو بعد الاتحاد في عام 1971 ونشأت دولة الإمارات العربية المتحدة.

## الجغرافيا

### التضاريس
تهيمن على السطح كثبان رملية منخفضة وسهول حصوية. أما في جنوب الإمارة فيزيد ارتفاع الكثبان إلى أكثر من 300 متر. وهذه ترصعها حقول كثبانية متداخلة تنمو فيها نباتات متفرقة. إحدى الظواهر العامة في الأرض هي السبخات المملوحة المفرطة، وخصوصا في المناطق الساحلية الغربية وأيضاً محليّاً داخل البر. إن الموائل الناشئة عن تدخل الإنسان، مثل الواحات والأراضي الزراعية والغابات والمناطق الحضرية، جزءٌ صغير من مساحة الإمارة الكلية.
تحد الإمارة من الشرق الأطراف الغربية لسلسلة جبال الحجر. ويعد جبل حفيت الذي يقع جنوب مدينة العين في شرق الإمارة الجبل الكبير الوحيد فيها وأيضا أعلى قمة فيها بارتفاع يبلغ حوالي 1,300 متر.

### الموقع والمساحة
تقع إمارة أبوظبي في أقصى غرب وجنوب غرب دولة الإمارات، وتغطي 67,340 كم² أي ما يقارب 87% من مساحة الدولة الإجمالية. غالبية الإمارة منطقة صحراوية وتتضمن حوالي 200 جزيرة في المياه الساحلية بالإضافة إلى مواقع أبعد داخل الخليج العربي. تعد الظروف البيئية للحياة الطبيعية قاسية جداً في المنطقة. ويمتد الشريط الساحلي للإمارة إلى أكثر من 700 كم. تحدها المملكة العربية السعودية وسلطنة عمان وتربطها حدود مائية شمالية مع قطر ويحد الإمارة من الشمال والشمال الشرقي كل من إمارة دبي وإمارة الشارقة. وتطل على الخليج العربي الذي يجاور الإمارة من الشمال، وتتكون من ثلاث مناطق رئيسية هي منطقة أبو ظبي وبها مدينة أبو ظبي العاصمة، ومقر رئيس الدولة، ومجلس الوزراء ومعظم الوزارات، والسفارات الأجنبية. ومنطقة العين من الجهة الشرقية ويقع إلى جنوبها جبل حفيت. ومنطقة الظفرة التي يوجد فيها الكثير من الغابات الحراجية المزروعة لمكافحة التصحر. وتقع في إمارة أبو ظبي العديد من الجزر.

### الطقس والمناخ
مناخ إمارة أبوظبي شبه استوائي وجاف، وهو يشبه باقي إمارات الدولة، ويكون صيفها حارا وشتاؤها دافئاً. ومعدلات هطول الأمطار فيها قليلة جدّاً، ويكون الطقس مشمساً معظم أيام السنة.
مثل باقي الإمارات، يكون الصيف في أبوظبي حاراً وترتفع معدلات الرطوبة فيها وخاصة في المناطق الساحلية مثل مدينتي أبوظبي والسلع، أما المناطق الداخلية الصحراوية مثل مدينة العين وواحة ليوا فتشهد درجات حرارة أعلى من الساحل ولكن من دون درجات الرطوبة العالية فتكون لياليها أبرد. أما في الشتاء فتتمتع الإمارة بدرجات حرارة دافئة وأحياناً باردة.
أما الرياح فهناك نوعان من الرياح الموسمية التي تهب على أبوظبي، وهما الرياح الشمالية التي تمتاز بجفافها وتلطيف الحرارة ولكن عادةً ما تجلب الأتربة والغبار معها. والثانية تُعرف بالرياح الشرقية وهي بالحقيقة جنوبية شرقية وهي قصيرة الأمد ولكن تعرف بشدة الحرارة وذلك بسبب مرورها بصحراء الربع الخالي. أيضاً تهب على الإمارة رياح غير موسمية على الغالب ما تكون بين جنوبية أو جنوبية شرقية وغربية أو شمالية وشمالية غربية.
سحب الكوس الطبقية
وضباب
وتكونات المحلية
| البيانات المناخية لـأبو ظبي        | البيانات المناخية لـأبو ظبي | البيانات المناخية لـأبو ظبي | البيانات المناخية لـأبو ظبي | البيانات المناخية لـأبو ظبي | البيانات المناخية لـأبو ظبي | البيانات المناخية لـأبو ظبي | البيانات المناخية لـأبو ظبي | البيانات المناخية لـأبو ظبي | البيانات المناخية لـأبو ظبي | البيانات المناخية لـأبو ظبي | البيانات المناخية لـأبو ظبي | البيانات المناخية لـأبو ظبي | البيانات المناخية لـأبو ظبي |
| الشهر                              | يناير                       | فبراير                      | مارس                        | أبريل                       | مايو                        | يونيو                       | يوليو                       | أغسطس                       | سبتمبر                      | أكتوبر                      | نوفمبر                      | ديسمبر                      | المعدل السنوي               |
| ---------------------------------- | --------------------------- | --------------------------- | --------------------------- | --------------------------- | --------------------------- | --------------------------- | --------------------------- | --------------------------- | --------------------------- | --------------------------- | --------------------------- | --------------------------- | --------------------------- |
| الدرجة القصوى °م (°ف)              | 33.7 (92.7)                 | 38.1 (100.6)                | 43.0 (109.4)                | 44.7 (112.5)                | 46.9 (116.4)                | 48.8 (119.8)                | 48.7 (119.7)                | 49.2 (120.6)                | 45.7 (114.3)                | 43.0 (109.4)                | 38.0 (100.4)                | 33.4 (92.1)                 | 49.2 (120.6)                |
| متوسط درجة الحرارة الكبرى °م (°ف)  | 23.1 (73.6)                 | 25.0 (77.0)                 | 28.5 (83.3)                 | 34.5 (94.1)                 | 40.3 (104.5)                | 41.8 (107.2)                | 43.1 (109.6)                | 43.9 (111.0)                | 36.4 (97.5)                 | 35.5 (95.9)                 | 30.1 (86.2)                 | 25.3 (77.5)                 | 34.0 (93.1)                 |
| المتوسط اليومي °م (°ف)             | 18.8 (65.8)                 | 19.6 (67.3)                 | 22.6 (72.7)                 | 26.4 (79.5)                 | 31.2 (88.2)                 | 33.0 (91.4)                 | 34.9 (94.8)                 | 35.3 (95.5)                 | 32.7 (90.9)                 | 29.1 (84.4)                 | 24.5 (76.1)                 | 20.8 (69.4)                 | 27.4 (81.3)                 |
| متوسط درجة الحرارة الصغرى °م (°ف)  | 13.2 (55.8)                 | 14.6 (58.3)                 | 17.5 (63.5)                 | 20.8 (69.4)                 | 23.8 (74.8)                 | 26.1 (79.0)                 | 28.8 (83.8)                 | 29.5 (85.1)                 | 26.6 (79.9)                 | 23.2 (73.8)                 | 18.7 (65.7)                 | 15.8 (60.4)                 | 21.5 (70.8)                 |
| أدنى درجة حرارة °م (°ف)            | 5.0 (41.0)                  | 5.0 (41.0)                  | 8.4 (47.1)                  | 11.2 (52.2)                 | 16.0 (60.8)                 | 19.8 (67.6)                 | 16.5 (61.7)                 | 17.0 (62.6)                 | 19.0 (66.2)                 | 12.0 (53.6)                 | 10.5 (50.9)                 | 7.1 (44.8)                  | 5.0 (41.0)                  |
| الهطول مم (إنش)                    | 7.0 (0.28)                  | 21.2 (0.83)                 | 14.5 (0.57)                 | 6.1 (0.24)                  | 1.3 (0.05)                  | 0 (0)                       | 0 (0)                       | 1.5 (0.06)                  | 0 (0)                       | 0 (0)                       | 0.3 (0.01)                  | 5.2 (0.20)                  | 57.1 (2.24)                 |
| متوسط أيام هطول الأمطار (≥ 0.2 mm) | 1.2                         | 2.8                         | 2.8                         | 1.2                         | 0.1                         | 0.0                         | 0.0                         | 0.1                         | 0.0                         | 0.0                         | 0.2                         | 1.5                         | 9.9                         |
| متوسط الرطوبة النسبية (%)          | 68                          | 67                          | 63                          | 58                          | 55                          | 60                          | 61                          | 63                          | 64                          | 65                          | 65                          | 68                          | 63                          |
| ساعات سطوع الشمس الشهرية           | 246.1                       | 232.6                       | 251.1                       | 280.5                       | 342.2                       | 336.9                       | 314.2                       | 307.5                       | 302.4                       | 304.7                       | 286.6                       | 257.6                       | 3٬462٫4                     |
| المصدر: NOAA (1971–1991)           |                             |                             |                             |                             |                             |                             |                             |                             |                             |                             |                             |                             |                             |

### أهم المدن والمناطق
- أبوظبي: وهي مركز إمارة أبوظبي وعاصمتها ويقع فيها مقر الحاكم والدوائر الرسمية الحكومية والسفارات الأجنبية.
- العين
- ليوا
- الظفرة
- الشهامة
- المرفأ
- مدينة زايد: عاصمة المنطقة الغربية.
- جزيرة دلما
- الرحبة
- الباهية
- الخزنة
- الساد
- السلامات (العين)
- السلع
- السميح
- الشليلة
- العراد
- القوع
- الهير
- الوقن

## السكان
تقديرات السكان الأولية في إمارة أبوظبي بلغت 2,657,026 نسمة في منتصف عام 2014، منهم 1,750,855 ذكوراً و 906,171 إناثاً، بينما بلغ عدد المواطنين 506,411 نسمة، أي ما يعادل 19.1% من إجمالي سكان إمارة أبوظبي. علماً بأن نحو 261,720 نسمة من المواطنين (51.7%) يعيشون في إقليم أبوظبي، ونحو 215,170 نسمة (42.5%) في إقليم العين، في حين بلغ عدد مواطني المنطقة الغربية 29,521 نسمة (5.8%). وبالنسبة إلى غير المواطنين فقد بلغ عددهم 2,150,615 نسمة، حيث يشكلون نحو 80.9% من إجمالي عدد سكان الإمارة. ويعيش 1,365,013 نسمة من غير المواطنين (63.5%) في إقليم أبوظبي.
بحسب تقديرات منتصف 2016 الواردة عن مركز الإحصاء في أبوظبي، فقد بلغ عدد سكان الإمارة حوالي 2,908,173 نسمة. بلغ عدد الذكور 1,857,618 نسمة، وعدد الإناث 1,050,555 نسمة.
كما بلغ عدد السكان 3.789.860 في العام 2023 حيث بلغ عدد الذكور 2.541.465 بنسبة 67% من عدد السكان في حين بلغ عدد الإناث 1.248.395 بنسبة 33% من عدد السكان. وبينت الإحصاءات أن منطقة أبوظبي تضم العدد الأكبر من السكان حيث يقطنها 2.495.925 نسمة يمثلون 66% من عدد سكان الإمارة، تليها منطقة العين التي يبلغ عدد سكانها 1.009.735 نسمة بنسبة 27% فيما يباغ عدد السكان في منطقة الظفرة 284.205 نسمة بنسبة 7% من السكان.

## السياحة والمعالم
يعد القطاع السياحي في إمارة أبوظبي، من القطاعات الاقتصادية الواعدة والمهمة التي تشهد حركة نشطة ونمواً متواصلاً، سواءً من حيث أعداد السياح والزوار القادمين إلى أبوظبي، أو المشاريع السياحية والفندقية والترفيهية التي يجري إطلاقها. ولقد شهدت الفترة الماضية، إطلاق عدد من المشاريع السياحية والترفيهية والخدمية وذلك لمواكبة النمو في هذا القطاع الاقتصادي المهم وتحقيق عوائد مجزية منه.
وقد نجحت إمارة أبوظبي في تعزيز مكانتها على خريطة السياحية الإقليمية والعالمية بفضل جهود دائرة الثقافة والسياحة- أبوظبي، إلى جانب شركائها الاستراتيجيين من فنادق وشركات سياحية، الأمر الذي كان له الأثر الكبير في ارتفاع أعداد السياح والنزلاء لما يقارب 5 ملايين سائح في عام 2018.
في أغسطس 2003 أصدر الشيخ خليفة بن زايد آل نهيان حاكم امارة أبوظبي وحاكم دولة الإمارات العربية المتحدة مرسوماً أميريّاً بإنشاء المؤسسة العامة لتطوير واستثمار (جزيرة اللؤلؤ) برأس مال 100 مليون درهم تدفعها حكومة أبوظبي بالكامل. وتهدف المؤسسة إلى تطوير واستثمار جزيرة اللؤلؤ على الوجه الذي يُحقّق هدفها في أن تكون الجزيرة مَعْلماً من معالم مدينة أبوظبي الحديثة، ومرفقاً سياحياً بارزاً فيها.
وشرعت الشركة العقارية للإستثمار والخدمات في بداية شهر يناير 2003 تنفيذ المرحلة الأولى من مشروع (كابيتال بلازا) على شارع الكورنيش في مدينة أبوظبي، والذي تتكلف جميع مراحله 750 مليون درهم، ويتضمن إنشاء فندق ضخم يتكون من 250 غرفة، ومنطقة شاطئ واستجمام خاصة تتكون من نادٍ صحي ومرافق ترفيهية، بالإضافة إلى أبراج سكنية وفِلل معلقة وعلوية، ومراكز تسوق تجارية، ومواقف سيارات تتسع لأكثر من 1200 سيارة.
وتسهم في الترويج وإدارة صناعة السياحة في إمارة أبوظبي عدة مؤسسات وشركات حكومية وخاصة، من بينها شركة أبوظبي الوطنية للفنادق التي تدير شبكة واسعة من الفنادق والمنتجعات السياحية. وقد حقّقت الشركة في العام 2002 أعلى نسبة للأرباح منذ إنشائها بلغت 175 مليون درهم، فيما ارتفعت موجوداتها إلى مليار و 555 مليون درهم. وافتتحت الشركة في شهر يونيو 2003 فندق (كابيتال الديار) في مدينة أبوظبي، الذي تكلّف 15 مليون درهم، ويضم 120 غرفة و 60 جناحاً و 20 استوديو.
وقطعت الهيئة العامة للتطوير الاقتصادي والترويج السياحي بمدينة العين، خطوات متقدمة نحو وضْع الخطط والاستراتيجيات للاستثمار الأمثل للموارد الطبيعية الغنية والموروث الحضاري والثقافي والطابع والمناخ المميّز لمدينة العين، كواجهة سياحية مهمة.
وتتميّز مدينة العين باحتوائها على العديد من المنتجعات والمرافق السياحية التي تكفل لزوارها التمتع بألوان متنوعة من النشاط السياحي والمشاهدة والاستجمام، والاستفادة من الخدمات الراقية لمجموعة من الفنادق والمنتجعات، ومراكز التسوق والمطاعم الفاخرة، وحديقة الحيوانات والأحياء المائية التي افتتحت في العام 1969، والتي تُعنى بالحفاظ والإكثار من الأنواع المحلية المُهدَّدة بالانقراض، إضافة إلى احتوائها على أكبر مجموعة من صنوف الحياة البرية على مستوى الشرق الأوسط. كما تضم مدينة الهيلي الترفيهية واستراحة (عين الفايضة) التي تقع إلى جوار جبل (حفيت) وهي منتجع يقع حول بحيرة كبيرة مصدرها الينابيع الأرضية من المياه، وغير ذلك من مواقع ومرافق سياحية.
وتوجد بالعين 70 حديقة عامة، وتنظّم بصورة منتظمة سنويّاً مهرجان الربيع الذي بات سمة بارزة من أنشطتها السياحية، حيث تجذب أكثر من 130 ألف زائر كل عام من داخل الدولة وخارجها. كما تكمن خصوصية العين السياحية في أنها تُجسّد التاريخ، بوجود العديد من المواقع الأثرية المهمة، التي يعود تاريخ بعضها إلى ما يقرب من خمسة آلاف عام قبل الميلاد. وقد وقّعت الهيئة العامة للتطوير الاقتصادي والترويج السياحي على اتفاقية إستراتيجية في شهر مايو 2003 مع (اليونسكو) للحفاظ على تراث مدينة العين. وافتتح في شهر يناير 2002 فندق جبل حفيت الذي أُقيم على ارتفاع نحو ألف متر فوق قمة جبل حفيت بالعين، ويضم 120 غرفة و 9 أجنحة فاخرة، وتحيط به منطقة ترفيهية تقع على مساحة تزيد على 40 ألف متر مربع، تضم نوافير ومسابح وألعاباً مائية وملاعب غولف وألعاباً أخرى، إضافة إلى حدائق وممرات ومواقف للسيارات.

## الحكومة المحلية
تنقسم الإمارة إلى ثلاث مناطق رئيسية:
1. مدينة أبو ظبي: وهي الجزيرة وفيها مقر الرئاسة والمقار الحكومية والسفارات
2. المنطقة الشرقية: وأهم مدنها مدينة العين
3. المنطقة الغربية: وأهم مدنها مدينة زايد

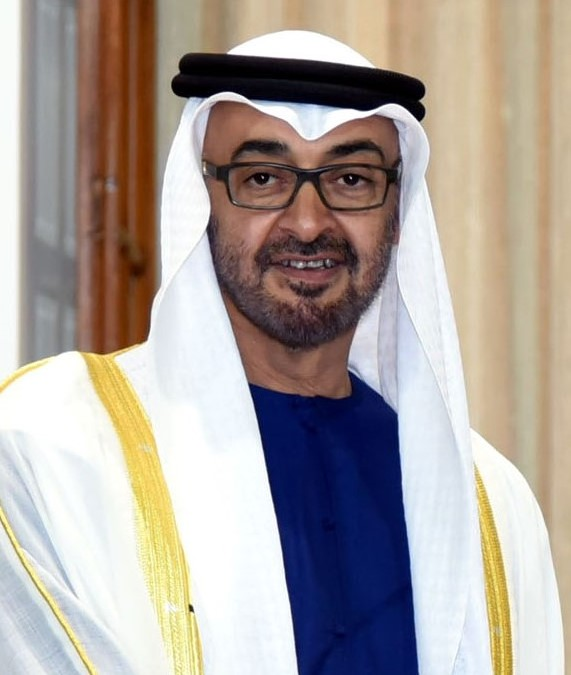
صاحب السمو الشيخ محمد بن زايد آل نهيان حاكم أمارة أبوظبي منذ 13 مايو 2022

لدى إمارة أبوظبي حاكم وولي عهد وحكومتها المحلية التي تختص بأمورها وتتولى تسيير أعمالها في ظل الهيكل الإتحادي لدولة الإمارات العربية المتحدة ويحدد الدستور علاقة الحكومة المحلية بالإتحادية. وحاكم إمارة أبوظبي هو الشيخ محمد بن زايد آل نهيان منذ 13 مايو 2022 خلفاً لأخيه الشيخ خليفة بن زايد آل نهيان الذي توفي في نفس اليوم، ولإمارة أبوظبي مجلس التنفيذي ويعتبر المجلس التنفيذي هو السلطة التنفيذية والحكومة المحلية للإمارة وتخضع جميع الدوائر المحلية له.
يتولّى المجلس الاستشاري الوطني عدة أدوار، منها سؤال المسؤولين الحكوميين والاقتراح أو المصادقة على التشريعات المحلية وتقديم المقترحات بخصوص اعتماد التشريعات الاتحادية الجديدة أو مراجعة التشريعات المعمول بها. ويوجد أيضًا في أبوظبي عدة دواوين، وتخضع كلٌ منها لكلٍ من الحاكم وولي العهد وممثلي الحاكم. تعمل الدواوين في الغالب دورًا اجتماعيًا وتعمل كأداة وصل بين المجتمعات المحلية. وبشكل غير رسمي تعمل بعض الدواوين إلى التخطيط الإستراتيجي وتفعيل مشاريع التنمية لمناطقها وتقوم أيضًا بإجراء محدثات حوارية مع المجتمعات المحلية ومن ثم رفع طلباتها إلى المجلس التنفيذي.
توجد في الإمارة لجان ومجالس مختلفة والتي تقوم بدور رقابي على بعض المدارات والمشاريع الحكومية. وتعمل أيضا على صنع السياسات واللوائح والمعايير ومراقبتها وإجراء دراسات واقتراحات من أجل الحكومة.
تتولى الدوائر المحلية مهام إدارة الإمارة، وتستمد سلطتها من المجلس التنفيذي. تعمل الهيئات المحلية كدوائر وهي أيضًا تابعة للمجلس التنفيذي، وهي تعمل على دعم الأنشطة البحثية ووضع السياسات والخطط والمشاريع لتطوير الكفاءات والخدمات في إمارة أبوظبي، وتعمل على إدارة عملية تنمية الموارد وتطوير الإستراتيجيات في الإمارة. كما يتولى جهاز أبوظبي للمحاسبة الإشراف على الحكومة المحلية والارتقاء بمبادئ المحاسبة والشفافية في حكومة أبوظبي والجهات العامة التابعة لها.

## الاقتصاد
يتمتع اقتصاد إمارة أبوظبي بنمو هائل ومتوسط نصيب الفرد من إجمالي الناتج المحلي عالي. يعتبر اقتصاد إمارة أبوظبي أكبر من اقتصاد الإمارات الأخرى مجتمعة، حيث أنها في 2006 احتوت على حوالي 60% من الناتج القومي الإجمالي لدولة الإمارات العربية المتحدة بالرغم أنها مثّلت 33% من إجمالي سكانها. مع النمو الاقتصادي الذي تشهده الإمارة وباقي الدولة، يتعرض الاقتصاد لضغوط تضحمية أعلى من المتوسط العالمي حيث وصل إلى 10.9% في نهاية 2007.

### مؤشرات اقتصادية
حسب تقارير غرفة تجارة وصناعة أبوظبي وصل إجمالي الناتج المحلي في 2007 إلى 110 مليار دولار (404 مليار درهم) وذلك بزيادة 12مليار درهم). أما متوسط نصيب الفرد من إجمالي الناتج المحلي وصل إلى 54,000 دولار (198,000 درهم). يعتمد اقتصاد الإمارة على التجارة الخارجية بشكل كبير حيث أن مساهمة التجارة الخارجية في 2007 كان 77% من إجمالي الناتج المحلي وشهدت التجارة الخارجية نمواً بنسبة 11% عن العام السابق ليحقق 22.9 مليار دولار (84 مليار درهم). تلعب حكومة أبوظبي دوراً كبيراً في اقتصاد الإمارة حيث أن في 2007 لم تتجاوز مساهمات القطاع الخاص في إجمالي الناتج المحلي 18%.

### قطاع النفط

شعار شركة بترول أبوظبي الوطنية (أدنوك)

تملك إمارة أبوظبي خامس أكبر احتياط يمن النفط في العالم والذي يشكّل حوالي 10% من الاحتياط يالعالمي. وتقرر الإمارة رفع إنتاجها من النفط من 2.5% مليون برميل يوميًا إلى 3.5 مليون برميل يوميًا، وذلك باستثمارات تقدر بحوالي 22$ ليار (دولار 80 مليار درهم) على مدى الخمس سنين بداية من آخر عام 2008. يشكل إنتاجها الحالي أكثر من 8% من إجمالي ناتج منظمة الدول المصدرة للنفط (أوبك). النفط يشكل نحو ثلثي اقتصاد إمارة أبوظبي منا أدى إلى تبني خطة من قبل الحكومة من أجل تقليص الاعتماد على النفط وتنويع الاستثمارات في القطاعات الأخرى. قطاع النفط مملوك بالكامل من قبل حكومة أبوظبي، وذلك من خلال شركة بترول أبوظبي الوطنية (أدنوك).

### الشركات والاستثمارات

شعار سوق أبوظي للأوراق المالية

تتخذ العديد من الشركات الإماراتية من إمارة أبوظبي مقرا لها. الإمارة هي مقر لإحدى أكبر 500 شركة في العالم من حيث القيمة السوقية في 2008، مؤسسة الإمارات للاتصالات، وذلك حسب تقرير الفاينانشال تايمز السنوي حيث أن الاتصالات هي الشركة الإماراتية الوحيدة التي تظهر على هذه اللائحة. توجد بورصة في مدينة أبوظبي وهي سوق أبوظبي للأوراق المالية والذي يتداول فيه بأسهم 66 شركة وطنية وأجنبية.

مؤسسة الإمارات للاتصالات

تحاول إمارة أبوظبي تنويع اقتصادها بالاستثمار في عدد من القطاعات الأخرى. إحدى القطاعات التي تشهد استثمارات كبيرة هو قطاع الصناعة حيث أنه قد تم تخصيص عدد من المدن والمناطق الصناعية والتي خصصت لجذب مختلف الشركات الصناعية. وتم تخصيص هذه المناطق بمدينة أبوظبي وأيضا بمدينة العين. تشهد الإمارة أيضاً استثمارات هائلة بالقطاعات السياحية والعقارية والخدمات.
شركات تنسيق الحدائق في أبوظبي
صناعة المناظر الطبيعية في أبوظبي تنمو بسرعة. أصبحت المناظر الطبيعية الخضراء وحمامات السباحة الفاخرة الاتجاه الأعلى في الهندسة المعمارية للمدينة. تعد خدمات بناء وصيانة حمامات السباحة من الأعمال الرائجة ذات القيمة السوقية المتزايدة. تم إنشاء العديد من شركات حمامات السباحة وتنسيق الحدائق في أبوظبي لتلبية الطلب المتزايد.[بحاجة لمصدر]

## الثقافة
الإعلام
يتولّى المجلس الوطني للإعلام مسؤولية تنظيم وتطوير كافة المؤسسات الإعلامية في الدولة.
شركة أبوظبي للإعلام
أبوظبي للإعلام، التي تأسست عام 2007، هي إحدى أسرع المؤسسات الإعلامية والترفيهية متعددة المنصات نمواً في الشرق الأوسط. أبوظبي للإعلام تمتلك وتدير أكثر من 20 علامة تجارية رائدة في مجالات البث والنشر والإعلام الرقمي. وهي المؤسسة الوحيدة التي تغطي مجالات القطاع الإعلامي كلها بتقديم محتوى إخباري وترفيهي متكامل إلى المجتمع المحلي. وتمتلك أبوظبي للإعلام وتشغل شركات تابعة تعمل في مجالات عدة ومنها إيمح نيشن أبوظبي والتي تختص بإنتاج الأفلام المحلية؛ ولايف، العاملة في مجال الإنتاج والبث الخارجي؛ والشركة المتحدة للطباعة والنشر UPP. إلى ذلك، تقيم أبوظبي للإعلام عدداً من الشراكات الدولية مع كبرى الشركات العالمية مثل «يونيفرسال ميوزيك جروب» و«سوني ميوزك إنترتينمنت» ضمن «? ي? و» VEVO، البوابة الإلكترونية المخصصة للموسيقى المصورة على شبكة الإنترنت؛ وناشيونال جيوغرافيك في إطار قناة ناشيونال جيوغرافيك أبوظبي ومجلة ناشيونال جيوغرافيك العربية.

## التعليم
تضم إمارة أبوظبي حالياً 265 مدرسة حكومية بالإضافة لـ 32 مركزاً لتعليم الكبار؛ تضم مراحلها الروضة والحلقات الثلاث (الأولى والثانية والثالثة) وتعليم الكبار، وتشتمل هذه المدارس على كل ما يلزم العملية التعليمية من بنية تحتية ومتطلبات، بحيث يضاهي بعضها أرقى المدارس العالمية من حيث محاكاة طرز البناء والبيئة المدرسية التي تتوافق مع المعايير الجديدة للتعليم، والتي تعد مفخرة لنا جميعاً لما تقدمه من خدمات وتسهيلات سواءً لتلاميذها أو العاملين فيها، وصولاً إلى تخريج أجيال المستقبل التي ستحمل على عاتقها مهمة البناء والتنمية والعطاء.
تضم إمارة أبوظبي ما يقارب من 185 مدرسة خاصة، ويخدم قطاع المدارس الخاصة ما يقارب من 200,000 طالب من جنسيات مختلفة بما فيهم الطلبة الإماراتيون والذين يبلغ عددهم حوالي 50,000 أي ما يقارب 25% من العدد الإجمالي للطلبة المسجلين في التعليم الخاص.

## الصحة
هيئة الصحة – أبوظبي هي الجهة التنظيمية لقطاع الرعاية الصحية في إمارة أبوظبي. ومن ضمن أهداف الهيئة تحقيق المستوى الأمثل في مجال الرعاية الصحية لخدمة المجتمع. ويشمل اختصاص الهيئة دون حصر مراقبة وتحليل الوضع الصحي العام للسكان في الإمارة.

## النقل والمواصلات
تتولى دائرة النقل مسؤلية المواضيع المتعلقة بقطاع النقل في الإمارة، منها النقل البري والبحري والجوي. في حين تتولى شركة اتصالات جانب الاتصالات في الدولة والإمارة.
مترو أبو ظبي
مشروع مترو أبو ظبي عبارة عن شبكة خطوط مترو متكاملة بطول 131 كيلومتر سينَفَّذ طبقاً لأعلى المعايير العالمية، لربط جزيرة أبو ظبي بضواحيها الحالية والمجتمعات العمرانية المستقبلية كجزيرة السعديات وياس وشاطئ الراحة ومنطقة الأعمال المركزية الجديدة، وذلك تماشياً مع النمو السكاني والتوسع العمراني غير المسبوقين في تاريخ إمارة أبو ظبي.
الطيران

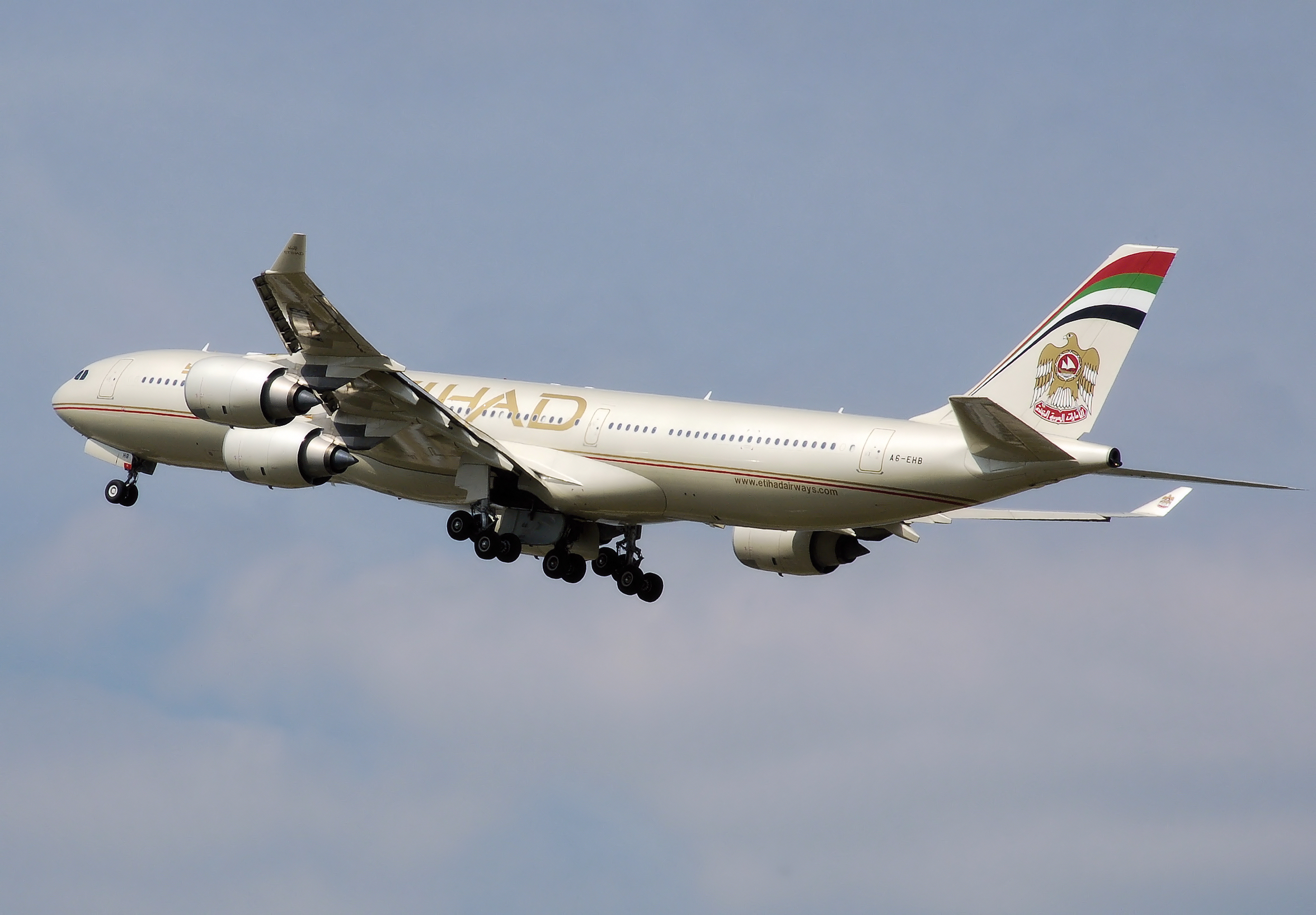
طيران الإتحاد ثاني أكبر شركة طيران في الإمارات.

يوجد في إمارة أبوظبي مطاران دوليان، مطار أبوظبي الدولي ومطار العين الدولي. طيران الإتحاد هو الطيران الدولي الوحيد في الإمارة برحلات منتظمة ويتخذ من مطار أبوظبي الدولي مقرًا له. بالإضافة إلى طيران الاتحاد، يصل إلى مطار أبوظبي الدولي حوالي 34 شركة طيران دولية والتي لها رحلات نظامية إلى أكثر من 150 وجهة عالمية. شهد مطار أبوظبي الدولي، والذي يعد المطار الرئيسي في الإمارة في 2007 ارتفاعاً في عدد المسافرين حيث وصل عددهم إلى 6.9 مليون مسافر، وذلك بزيادة 31% عن العام السابق. يتوقع وصول عدد المسافرين عن طريق المطار إلى 10 ملايين مسافر بحلول 2010، وذلك من خلال توسعات في المطار تتضمن بناء مبنى جديد للمسافرين وتوسعة مباني السافرين الحالية. كان هناك أيضا نمو ملحوظ في الشحن الجوي من خلال المطار في 2007 حيث وصل إجمالي البضائع التي مرت بها إلى 315,317 طن أي بمعدل نمو عن العام السابق يصل إلى 22%. تم الإعلان عن مخطط لبناء مطار دولي ثالث وذلك في المنطقة الغربية،  وأيضا تطوير قاعدة البطين الجوية على جزيرة أبوظبي إلى مطار للطيران الخاص. تعد شركة الاتحاد للطيران وشركة أبو ظبي للمطارات (أداك) من أهم الشركات التي تسهم في عملية تطوير قطاع الطيران في إمارة أبو ظبي. تساهم الشركتان بأكثر من 70% من إيرادات القطاع ويتوقع أن تشهد كلاهما المزيد من التطور والنمو. فشركة الاتحاد للطيران تركز على توسيع نطاق عملياتها، بينما تقدم «أداك» الدعم اللازم عبر توفير البنية التحتية في المطارات.

## الاتصالات
بلغ عدد المشتركين في الدولة في خدمة الهواتف المتحركة في شهر سبتمبر 2012 ما يزيد عن 11 مليون مستخدم.

## معرض صور

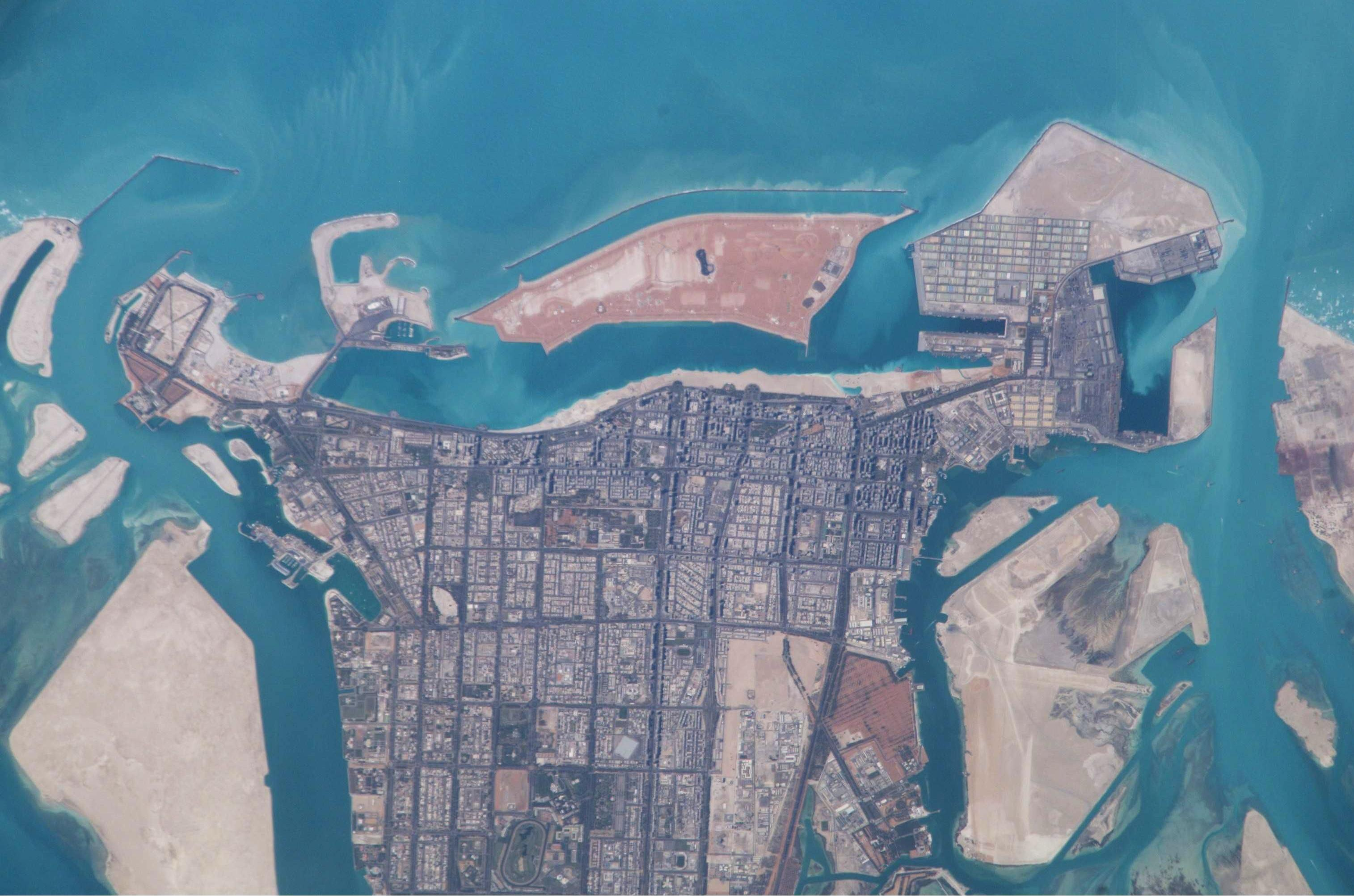
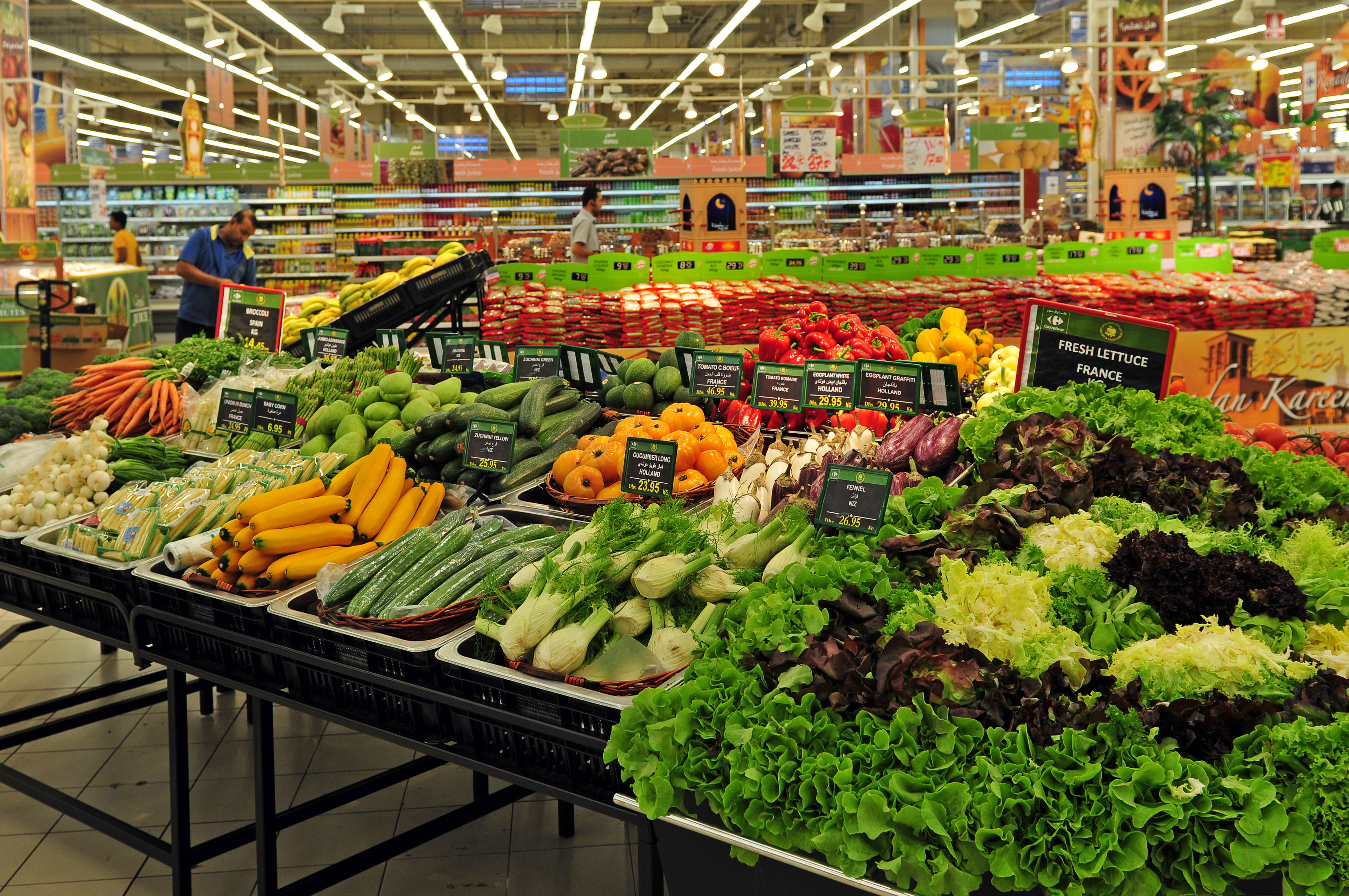
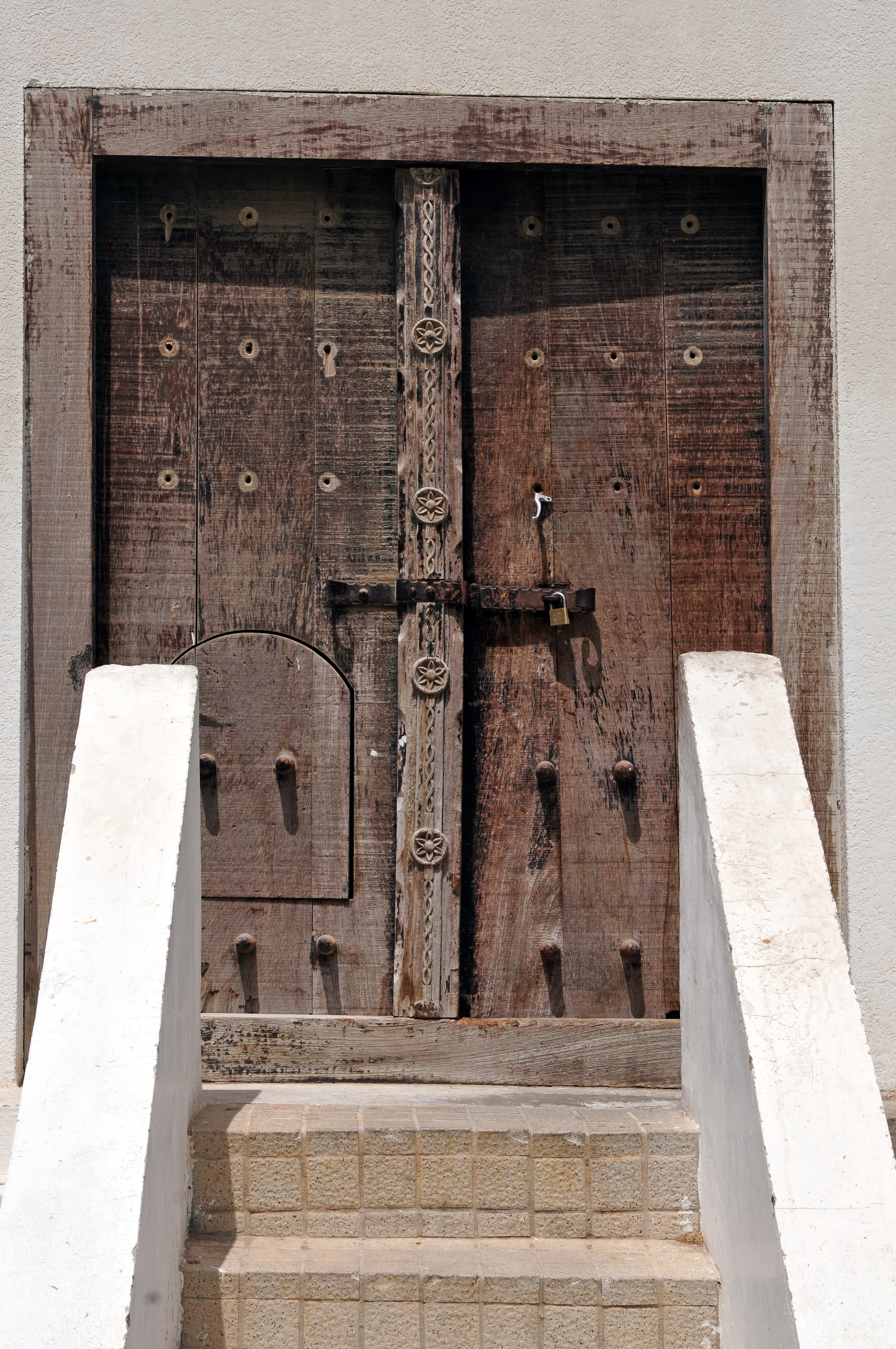
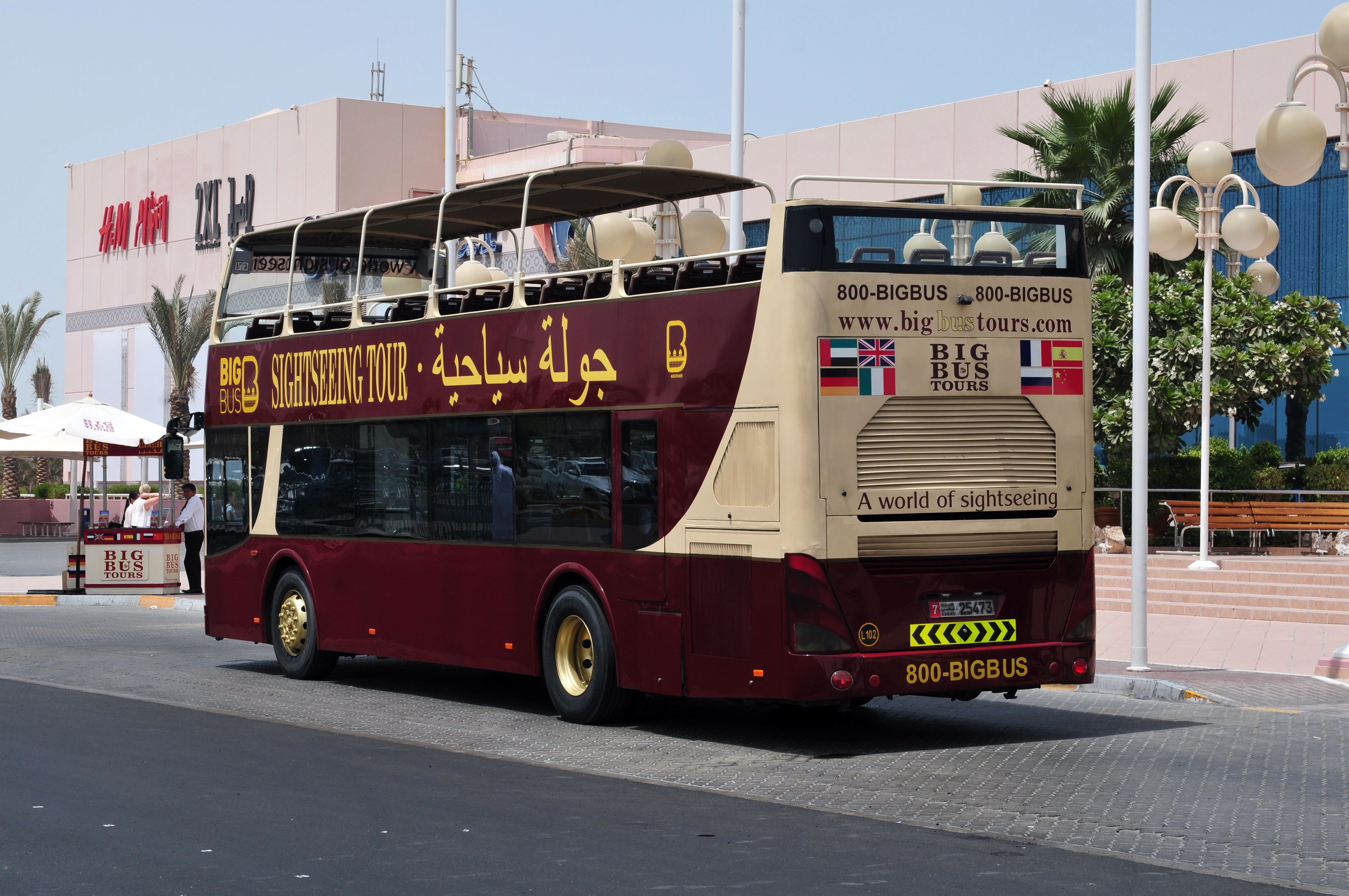
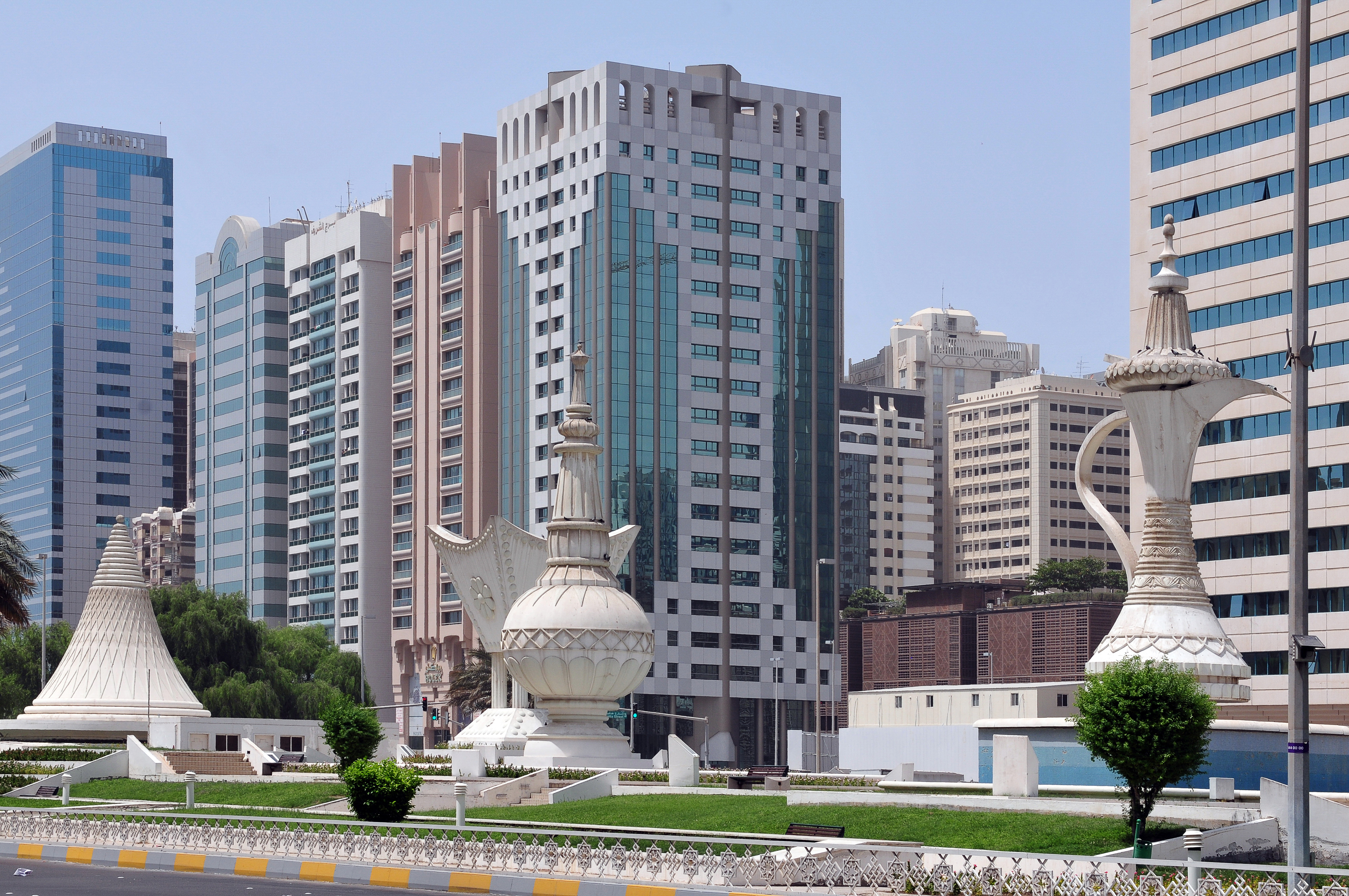
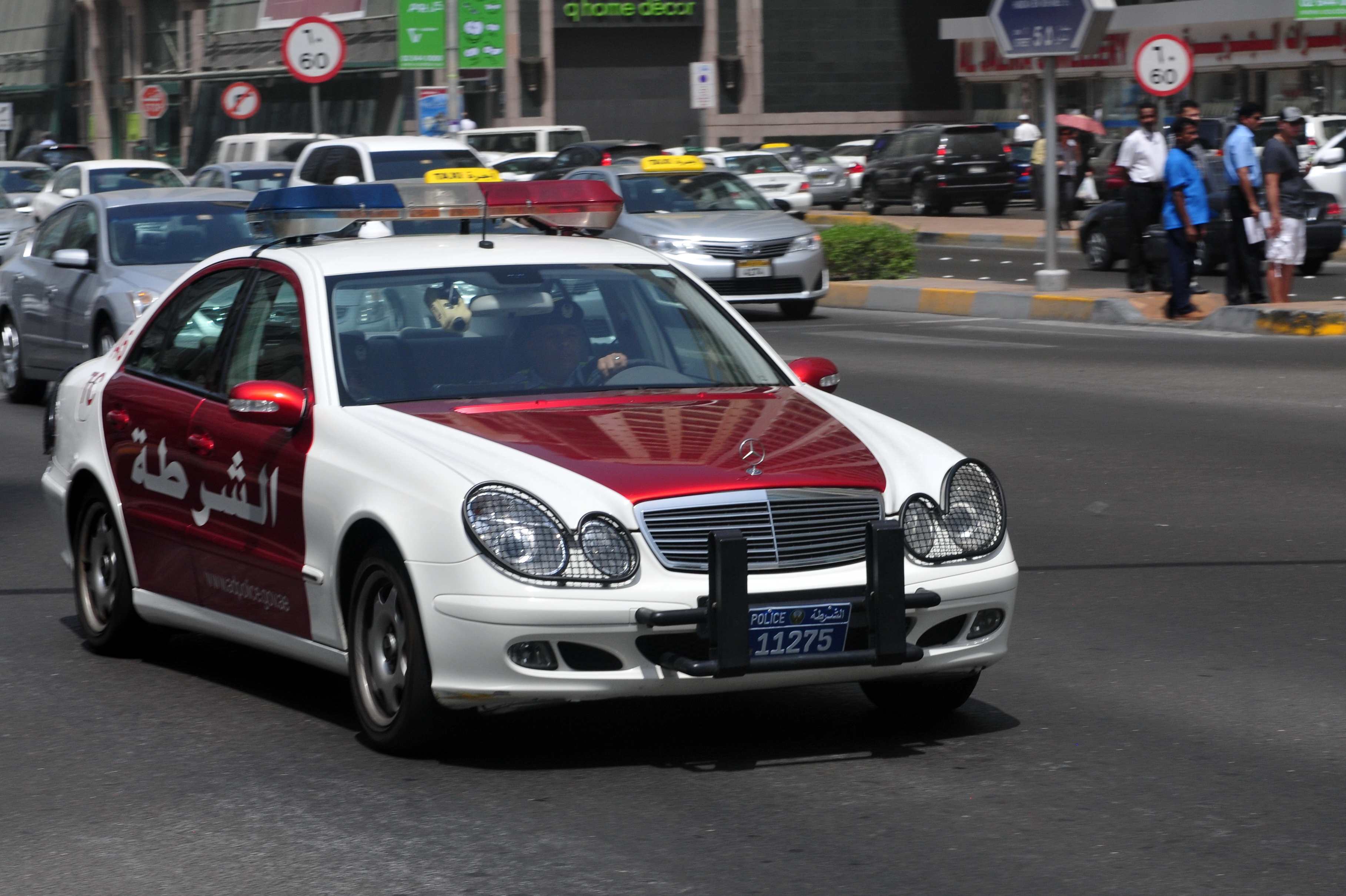
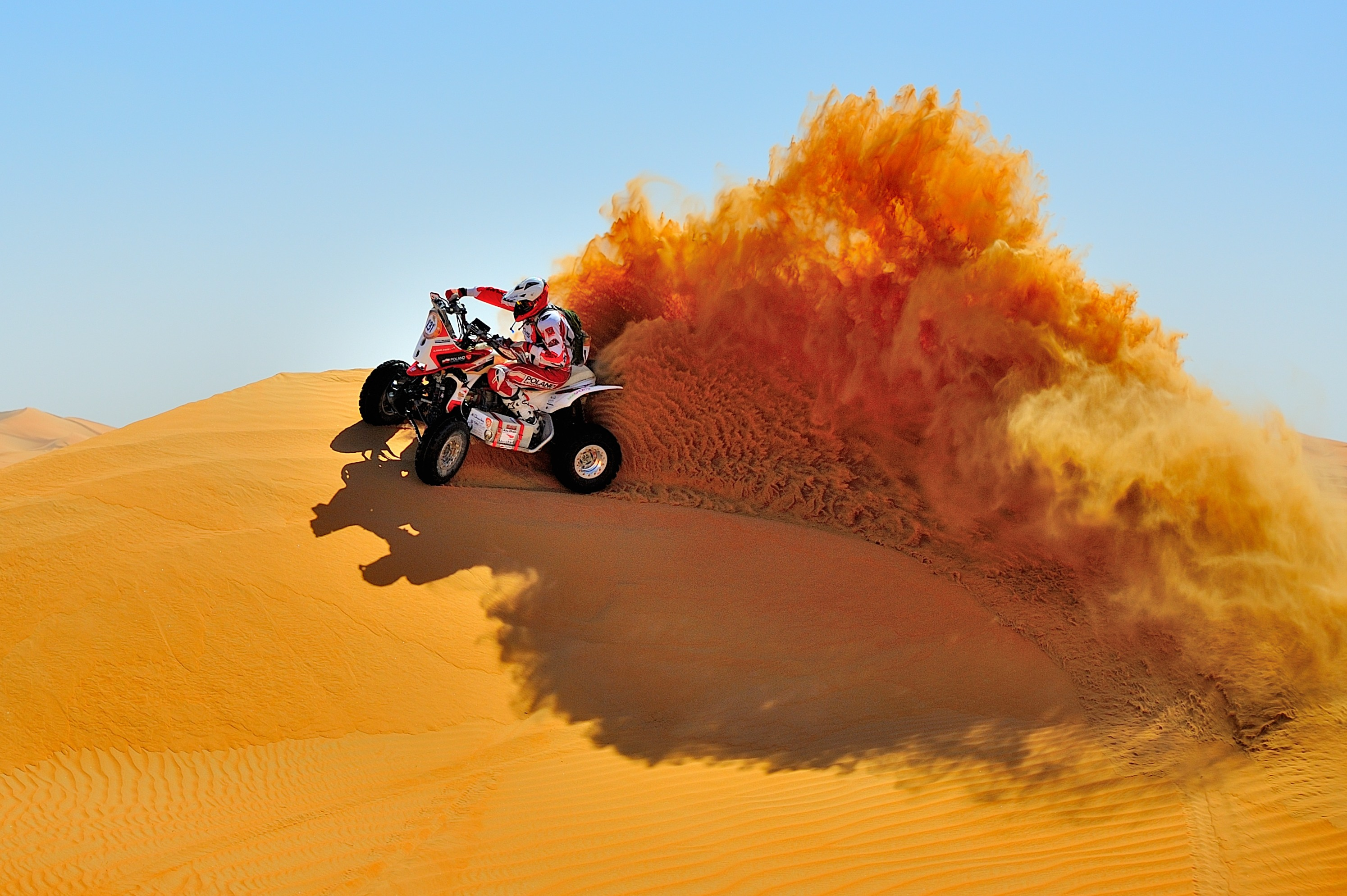
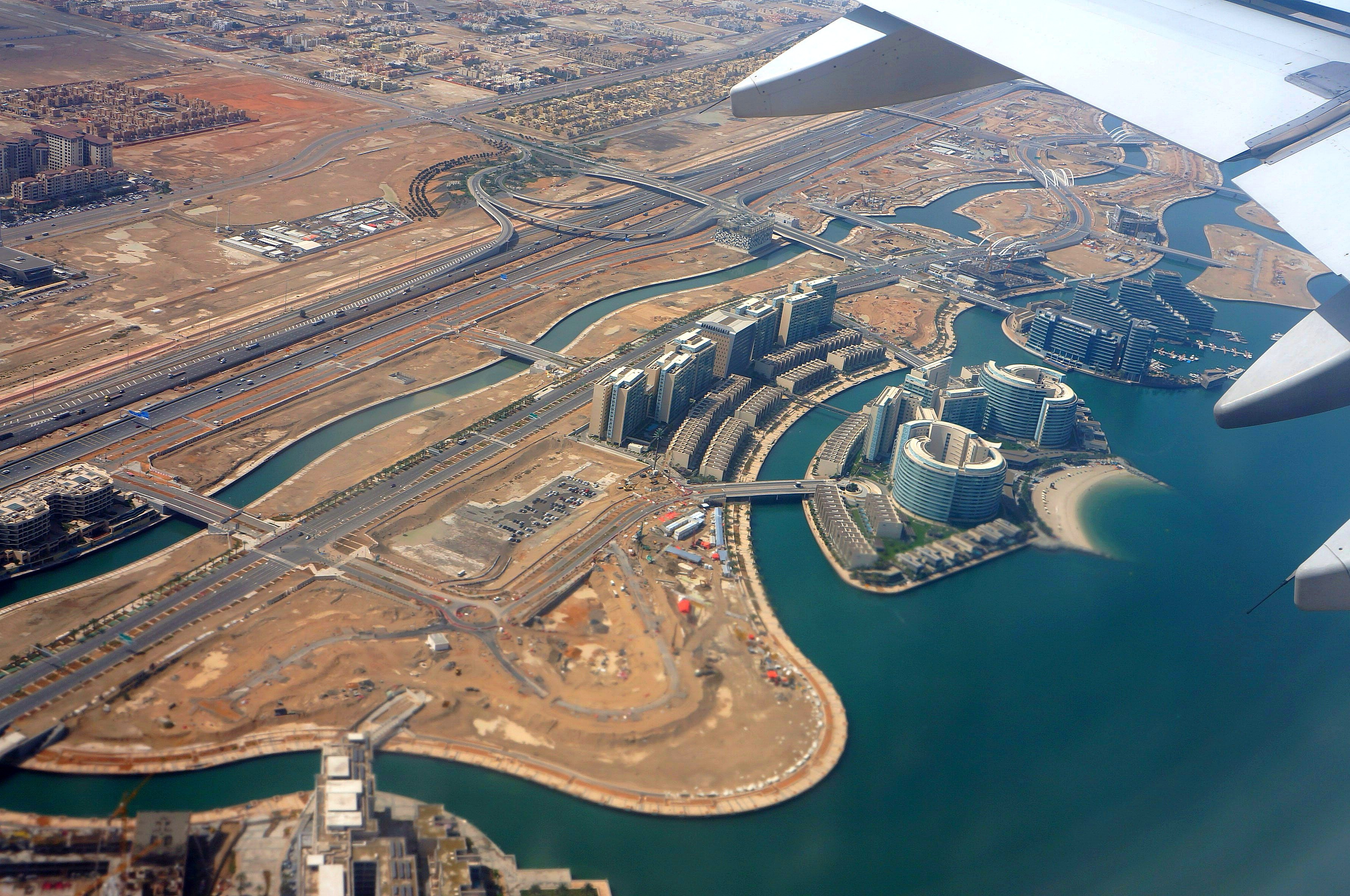
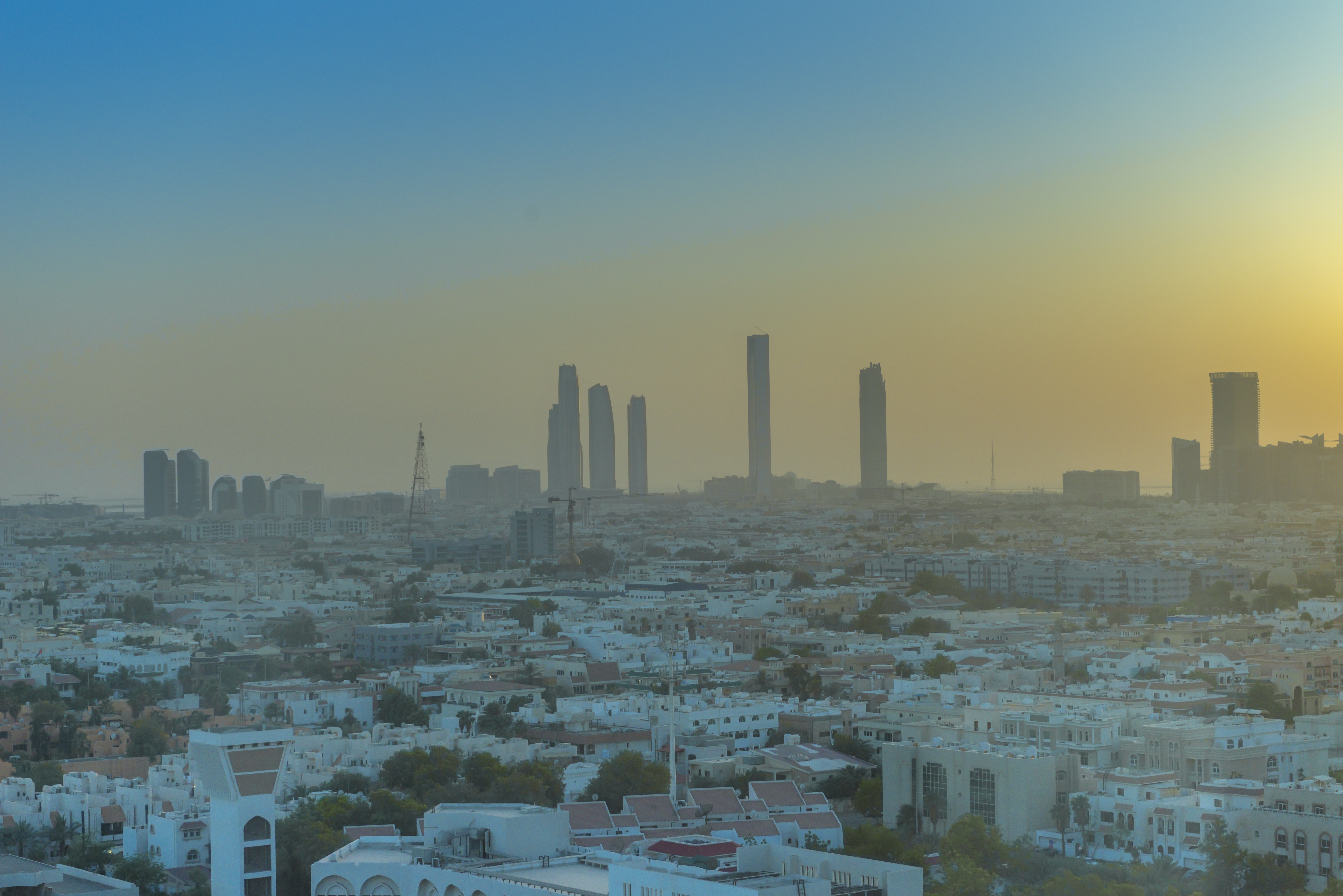
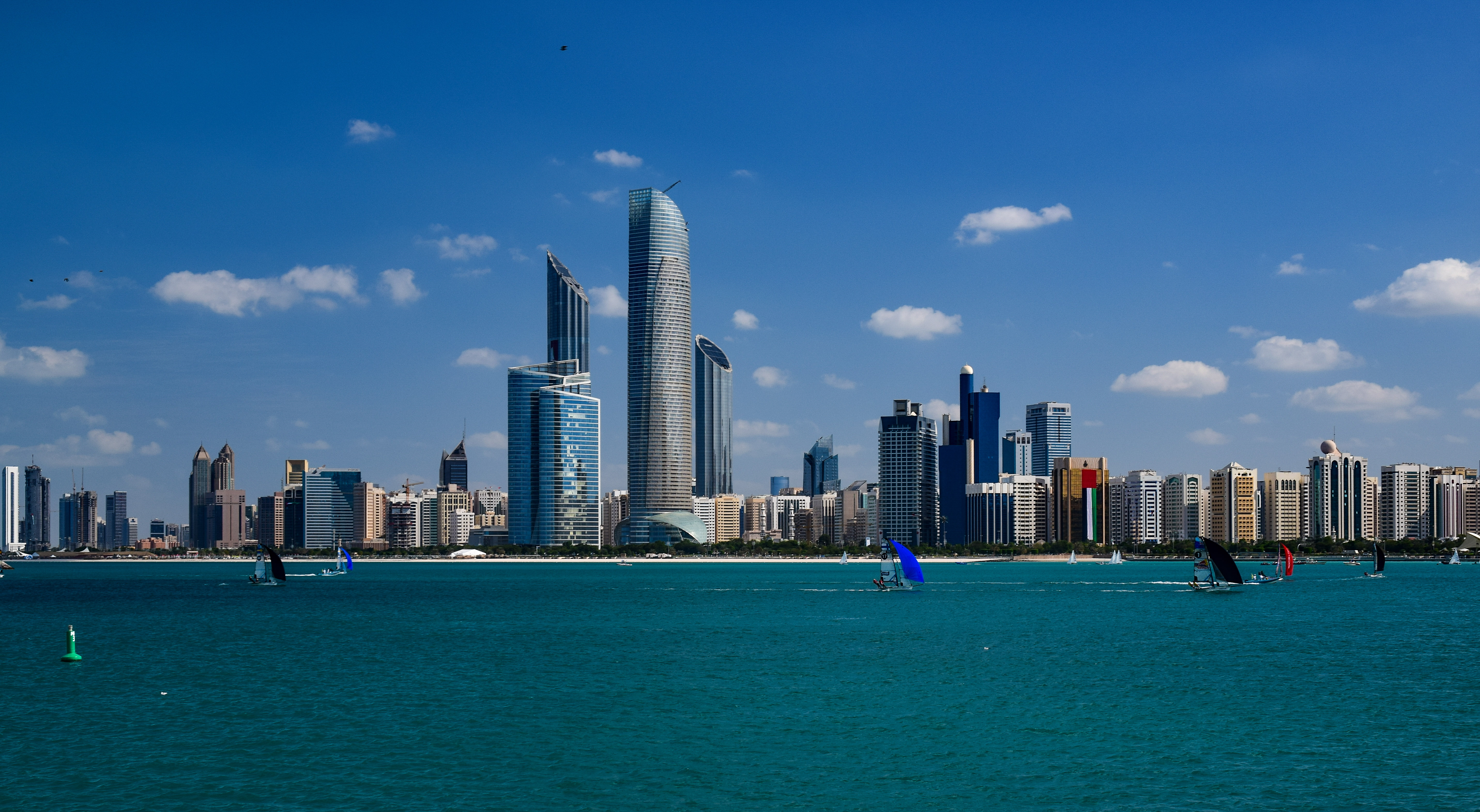
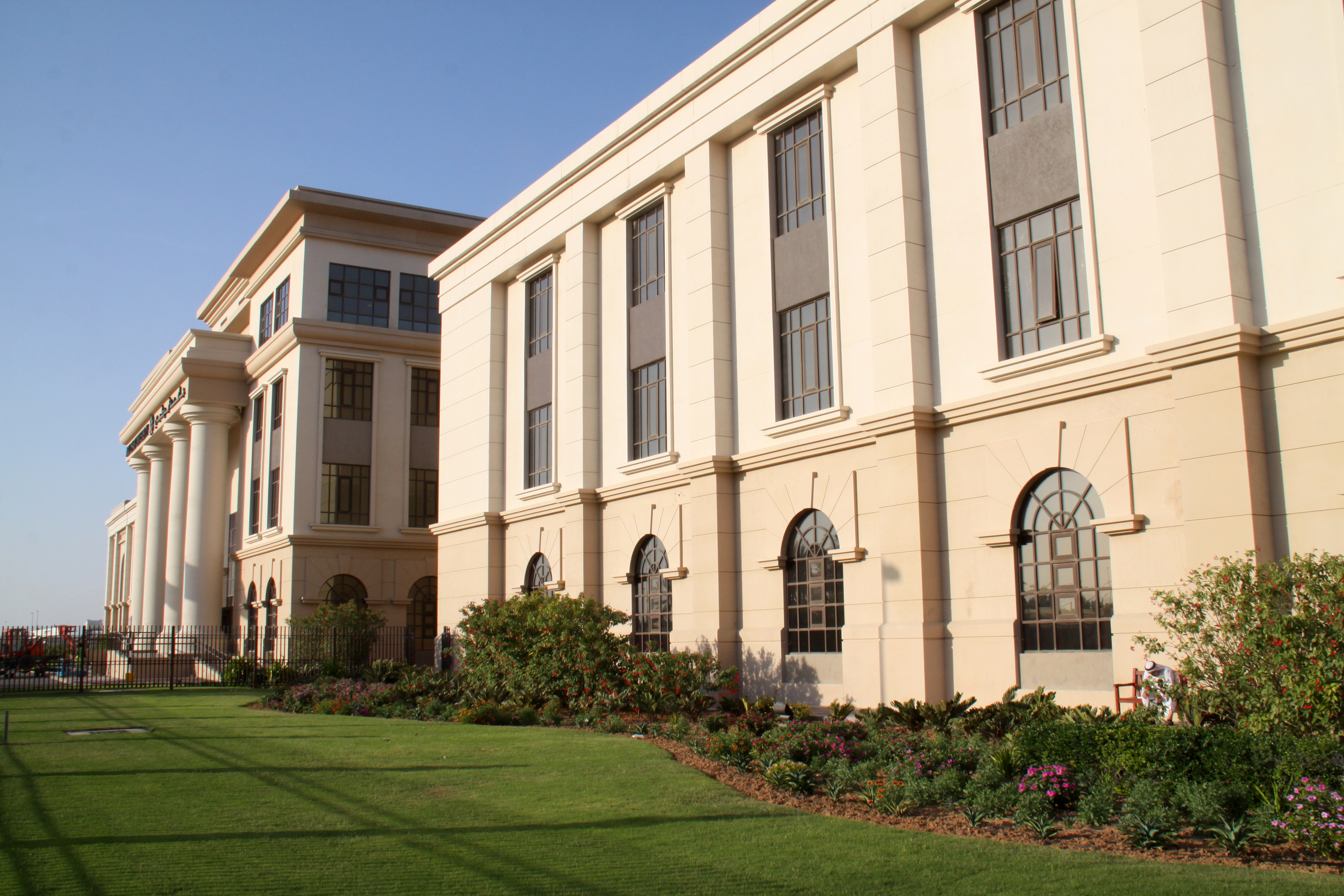
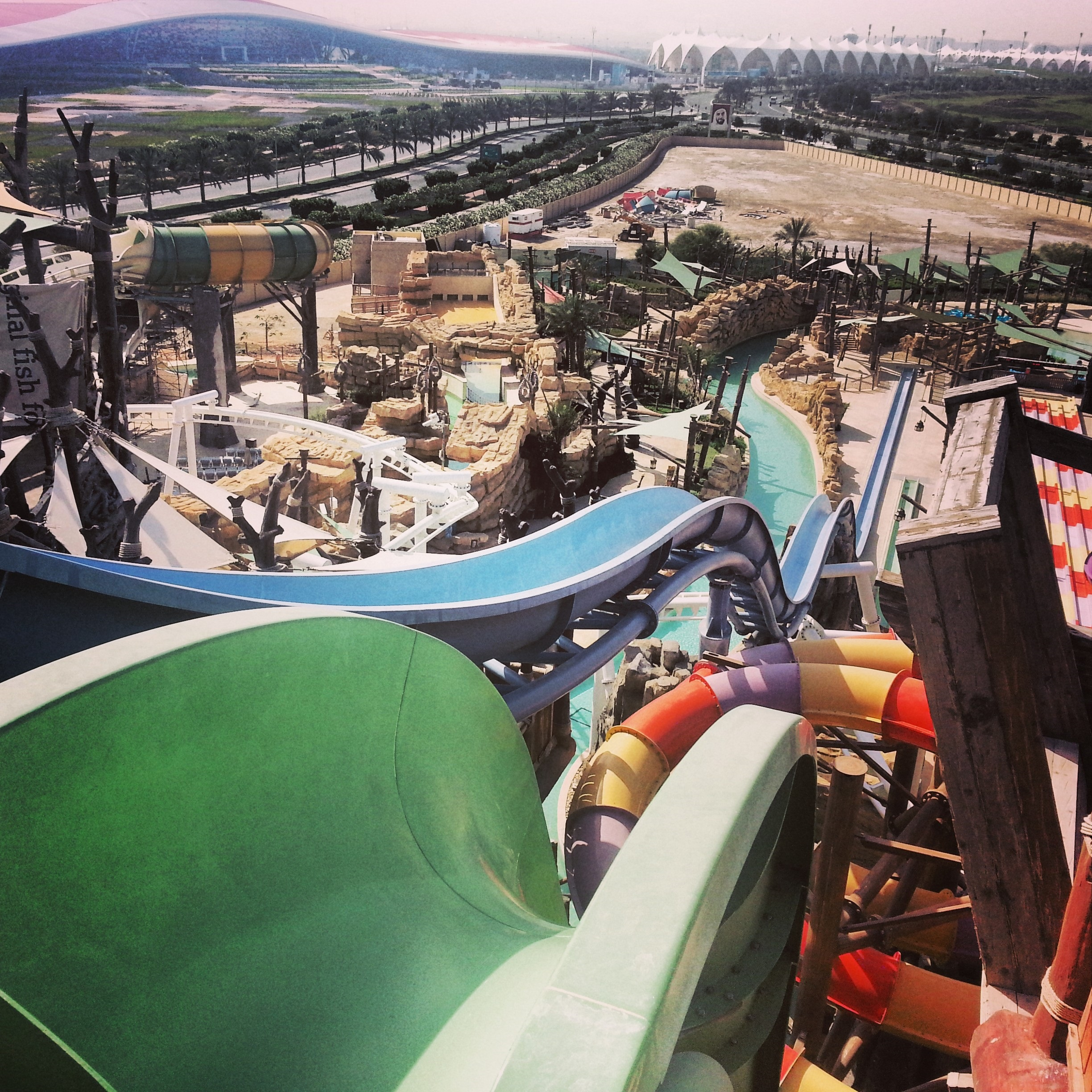
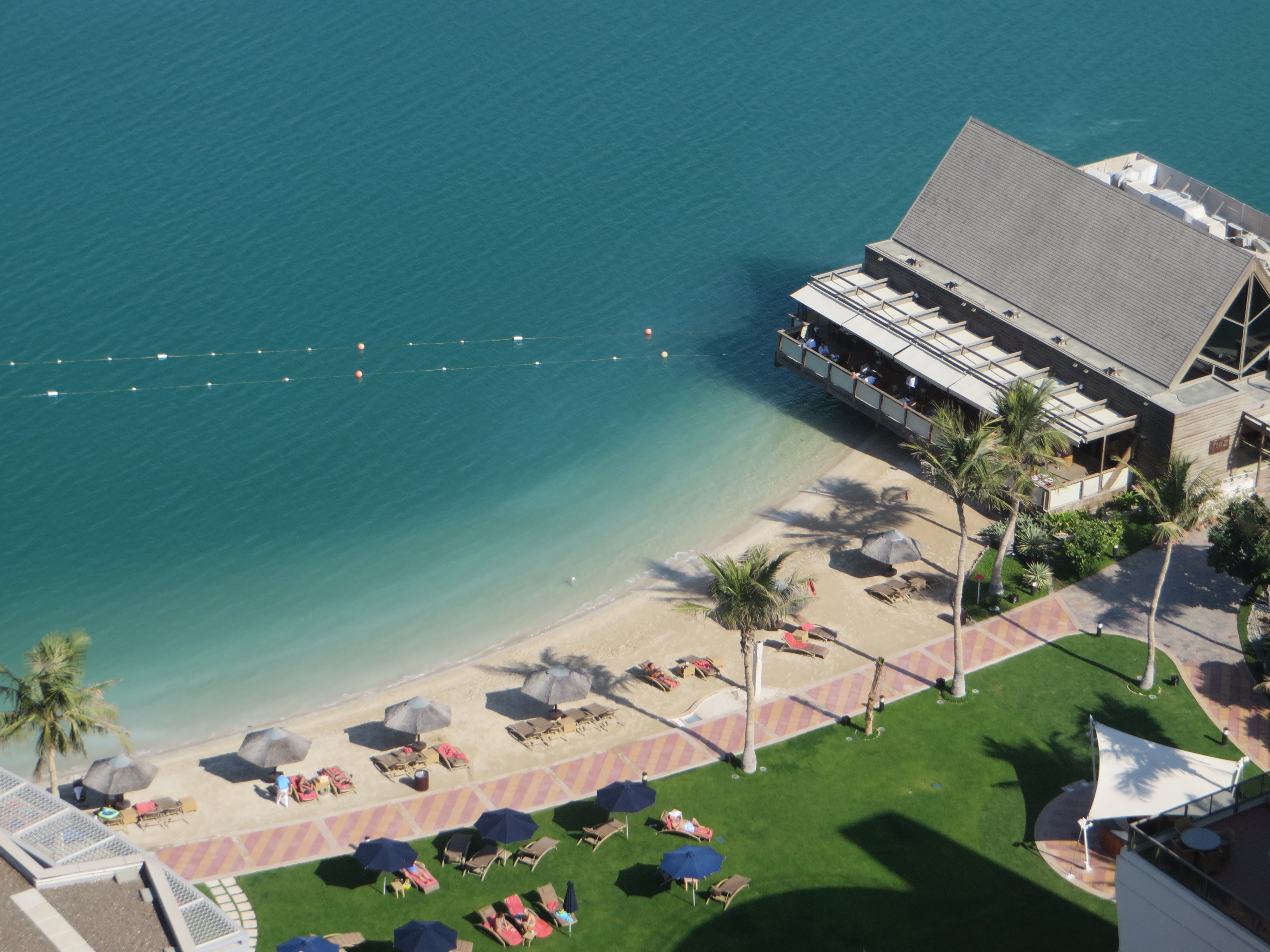
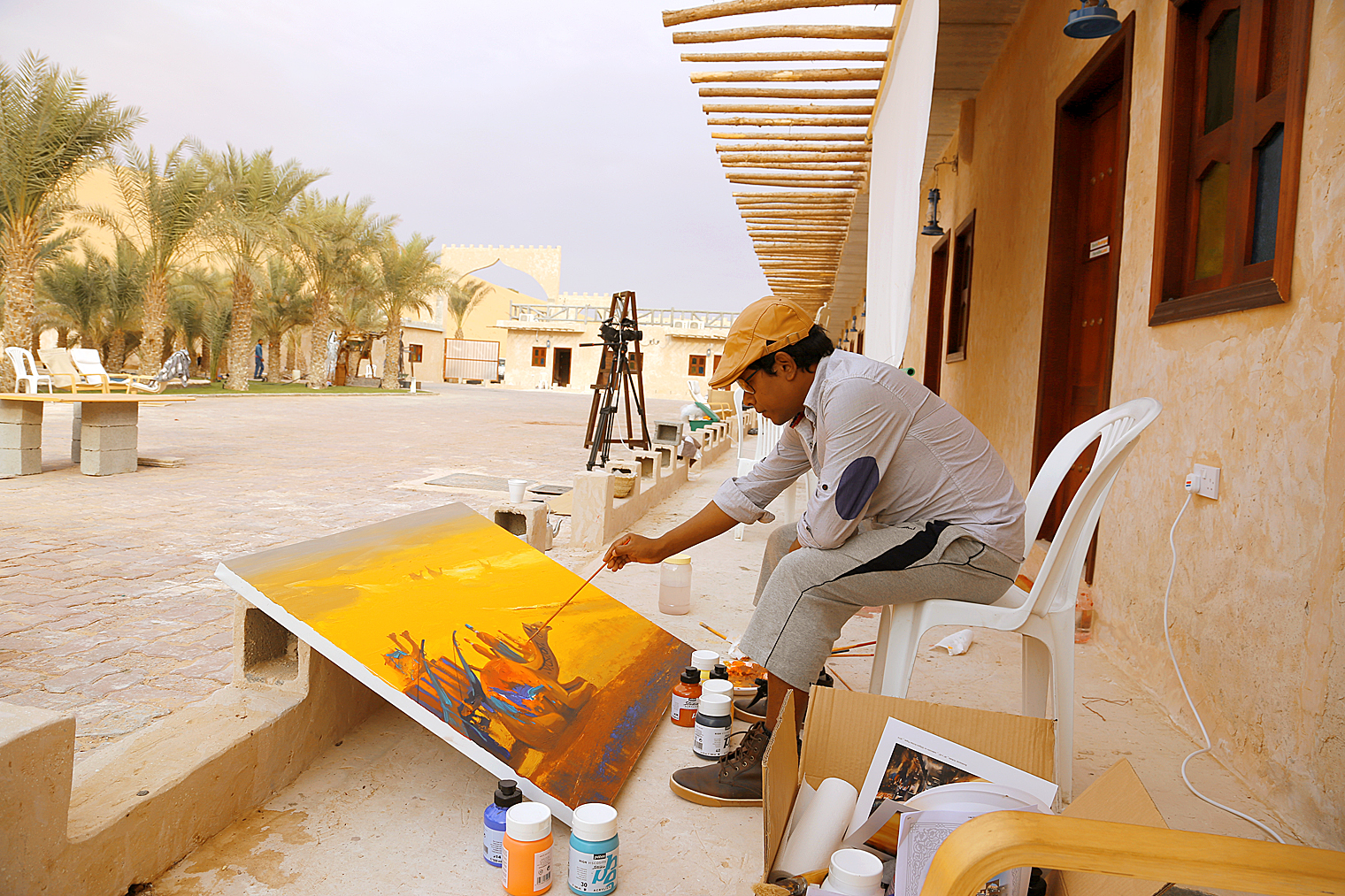
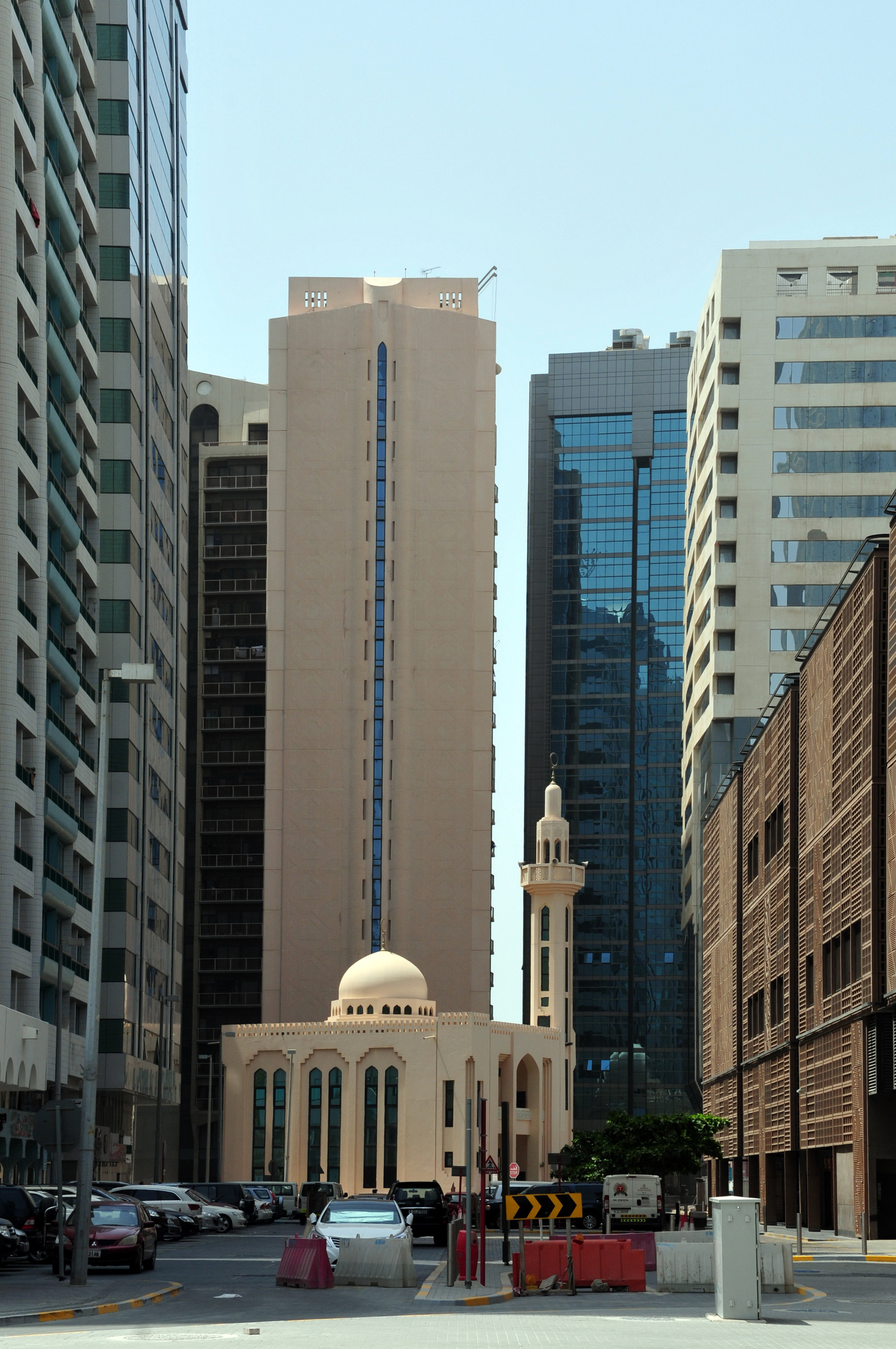
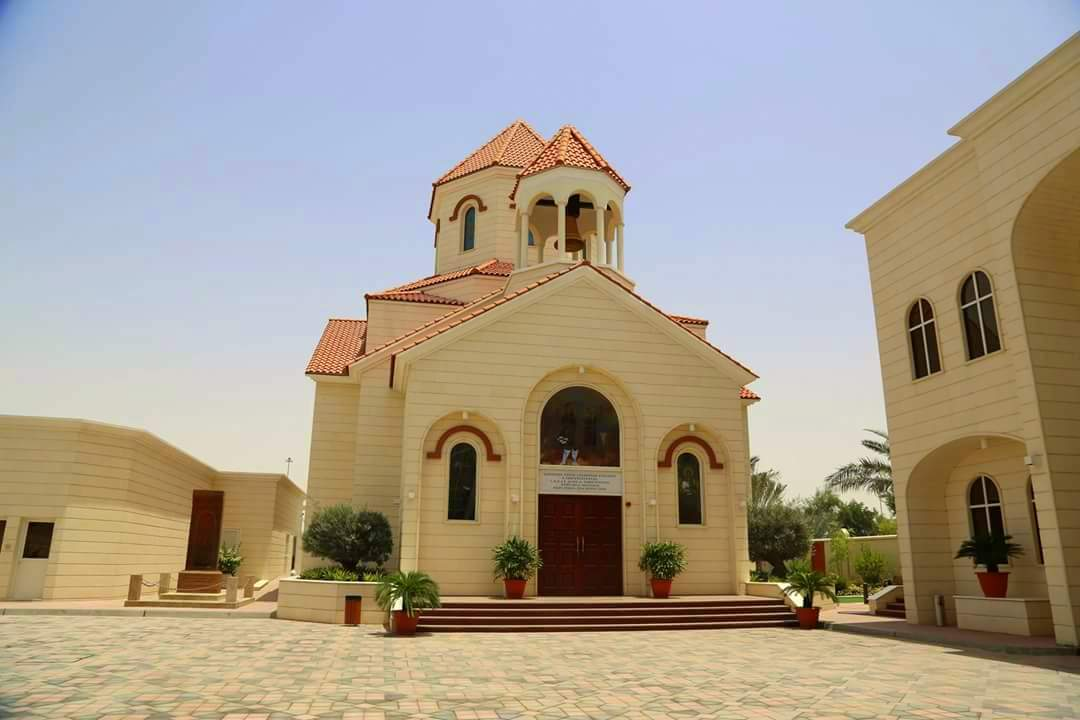